# Ochropleura ngariensis
Ochropleura ngariensis är en fjärilsart som beskrevs av Chen 1982. Ochropleura ngariensis ingår i släktet Ochropleura och familjen nattflyn. Inga underarter finns listade i Catalogue of Life.